# Quartier Cleunay - Arsenal-Redon
Le quartier Cleunay - Arsenal-Redon est un quartier de la ville de Rennes, dans le département français d'Ille-et-Vilaine en région Bretagne. Il est composé de quatre sous-quartiers :
- Cleunay
- Arsenal-Redon
- La Courrouze
- La Prévalaye

## Situation

Plan des quartiers de Rennes (le quartier Cleunay-Arsenal-Redon en 9).

Le quartier Cleunay-Arsenal-Redon se situe sur la rive gauche de la Vilaine, celle-ci faisant office de frontière naturelle avec le quartier Bourg-l'Évesque - la Touche - Moulin du Comte (au nord).
À l'est, le quartier est séparé du Quartier Rennes-Centre par le boulevard de la Tour d'Auvergne et la place de Bretagne.
Au sud, la voie ferrée Rennes-Quimper le sépare du quartier Bréquigny et de la ville de Saint-Jacques-de-la-Lande.
| Vezin-le-Coquet | Rennes, quartier Bourg-l'Évesque - la Touche - Moulin du Comte | Rennes, quartier Centre    |
| Le Rheu         | quartier Cleunay - Arsenal-Redon                               |                            |
|                 | Saint-Jacques-de-la-Lande                                      | Rennes, quartier Bréquigny |

## Cleunay
Cleunay est à l'origine une cité d'urgence bâtie après la Seconde Guerre mondiale. Les premières habitations avaient été livrés au milieu des années 1950 et le quartier avait mauvaise réputation. Aujourd'hui le quartier a considérablement évolué, avec différentes phases d'urbanisation ont diversifié la population de Cleunay qui se prépare à l'arrivée de la seconde ligne de métro le 20 septembre 2022.
Les limites du quartier incluent la partie rennaise de la ZAC de la Courrouze.
Le quartier est également desservi principalement par les lignes 9, 6 et 13 qui passent par le cœur de Cleunay, et par la ligne C6 qui dessert La Courrouze.
Classée quartier prioritaire, la partie centrale du Cleunay est à dominante d'habitat, tandis que sur la rue Eugène Pottier, au nord, l'on trouve différents immeubles de bureaux ou de commerces. Le nord-est du quartier est marqué par la présence d'un centre commercial, Cleunay Boulevard, qui fait face au Roazhon Park. Le sud du quartier est plus diversifié, constitués d'anciens terrains militaires et de ruines dont le boulevard de Cleunay marquaient la limite, cette zone est en train de voir émerger un nouveau quartier : La Courrouze.

### Commerces et équipements
- Centre commercial Cleunay Boulevard
- Antipode MJC
- Bibliothèque Cleunay situé dans la MJC
- L'association Cercle Paul Bert Cleunay
- Groupe scolaire Champion de Cicé.
- Complexe sportif Cleunay-Lesseps
- Complexe sportif Andrée-Récipon
- Jardin de la Guérinais
- Clinique La Sagesse
- Jardins familiaux de Cleunay
- Centre social de Cleunay
- L'association ALAPH Polygone
- Association "Les Trois Maisons": Maisons de Quartier.

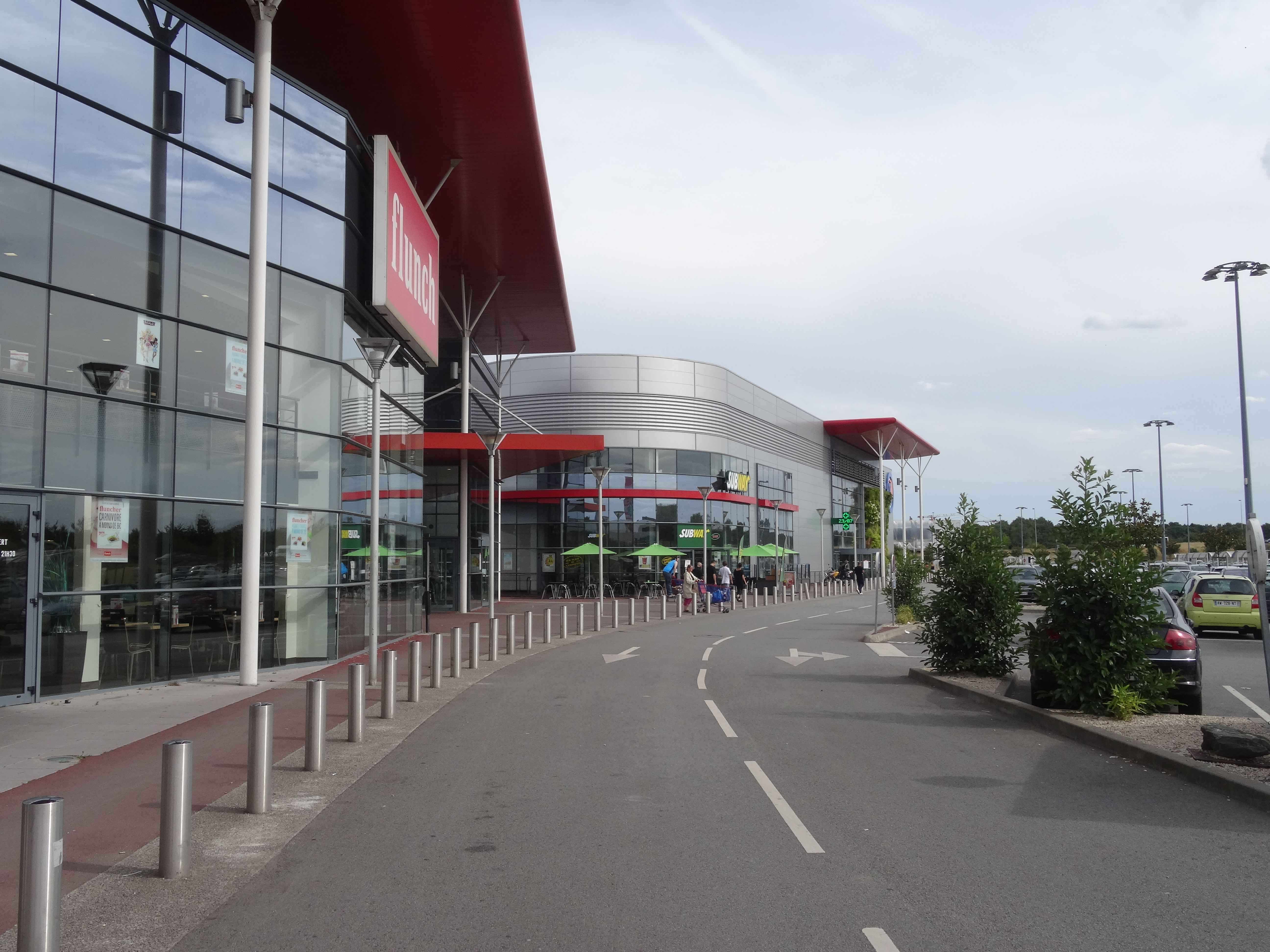
Centre commercial Cleunay le long de la rocade ouest
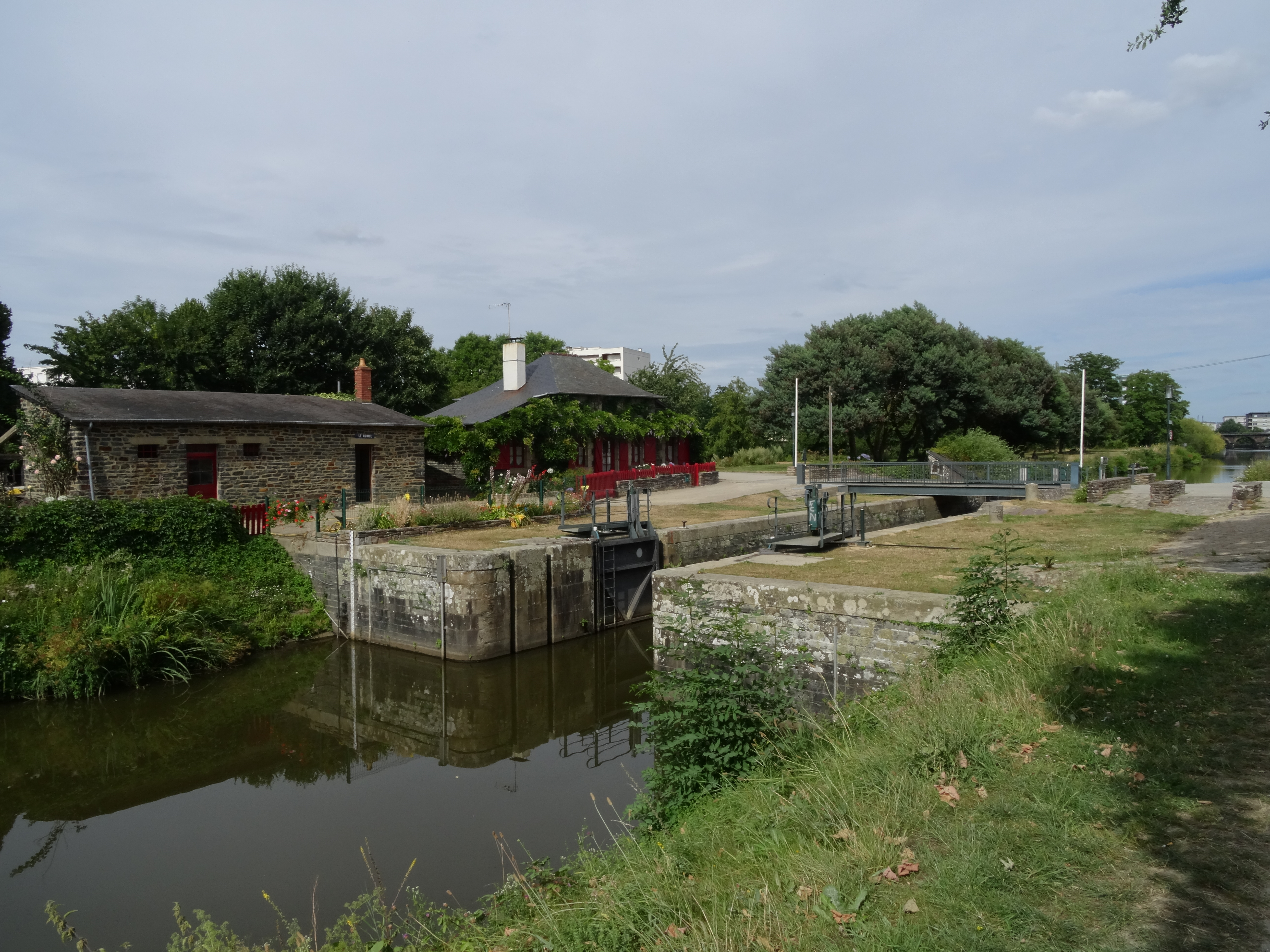
L'écluse du Moulin du Comte au nord du quartier
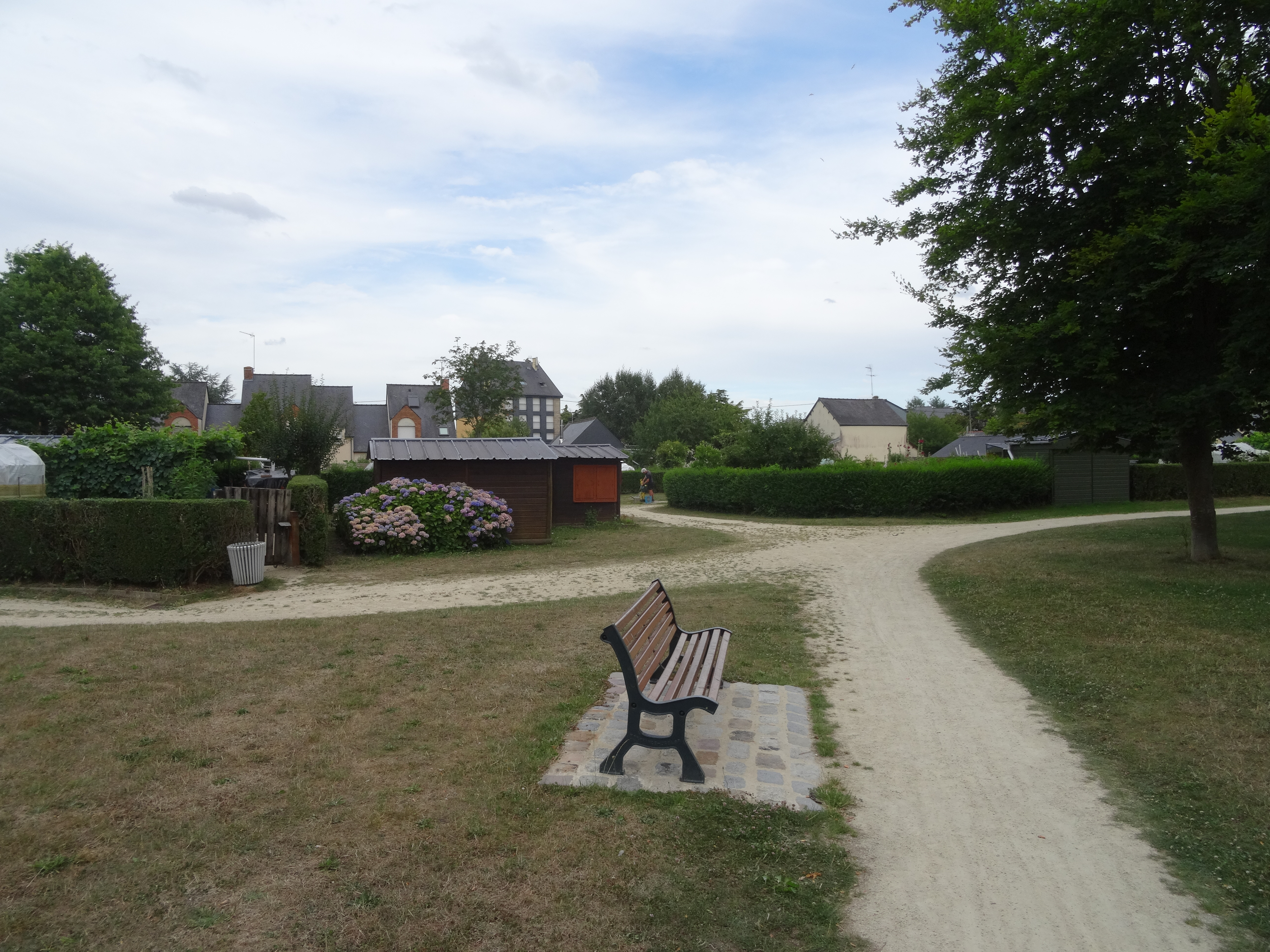
Les jardins familiaux
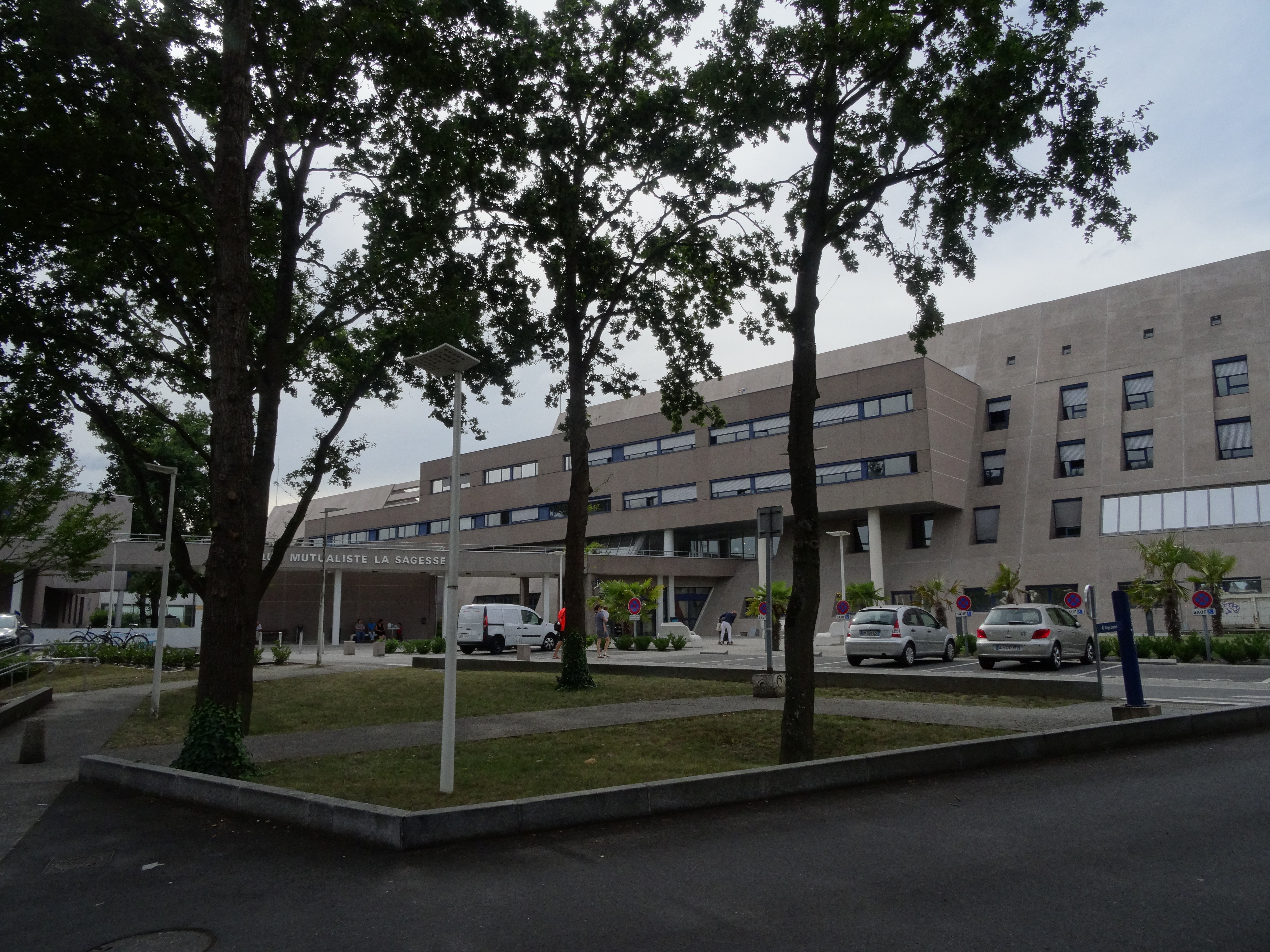
Clinique La Sagesse

### Voies principales
- rue Champion-de-Cicé
- rue Eugène-Pottier
- boulevard de la Guérinais
- avenue Jules-Maniez
- rue Jules-Vallès
- rue Jules-Verne
- boulevard Voltaire

## Arsenal-Redon
Le quartier est bordé au nord par la Vilaine et plus particulièrement le quai de la Prévalaye qui forme la limite avec le quartier de Bourg-l'Évesque et le quai Saint-Cyr, reliés par les ponts Malakoff et Robert-Schuman. À l'est, le quartier est bordé par la place de Bretagne et le boulevard de la Tour-d'Auvergne et enfin au sud et à l'ouest la voie ferrée Rennes - Saint-Malo / Saint-Brieuc.
C'est historiquement un quartier militaire qui était composé de deux casernes : Foch et Arsenal. Le centre géographique du quartier correspond à peu près au carrefour de la rue de Redon, du boulevard Voltaire, de la rue Malakoff et de la rue Claude-Bernard. C'est à proximité de ce carrefour et au cœur du quartier qu’a émergée la station de métro Mabilais. Le nom de Mabilais est également utilisé comme toponyme pour la partie ouest du quartier, notamment pour les abords de l'emblématique immeuble en forme de tripode, jadis centre des télécommunications, désormais Le Mabilay.
Concernant la partie militaire du quartier, seule la caserne Foch ou anciennement caserne de Guines (nom de la ferme qui était située à cet endroit), est encore en service et occupe le quart sud-est du quartier, à proximité du Colombier. La caserne de l'Arsenal fut le premier établissement métallurgique de la ville, composée d'un arsenal de dépôt et de construction. Elle fut construite en 1793 en lieu et place d'un ancien hospice de santé Lazaret dit « Sanitat » qui avait été transformé en 1769 en hôpital général. Un canal fut construit entre la Vilaine et le "Sanitat" pour permettre à l'eau de s'évacuer. Après la transformation en l'arsenal, le canal servit à acheminer le bois de construction.
C'est en 1863 que le canal fut bouché pour laisser place au boulevard Sébastopol (à la suite de la bataille de Crimée). Sur ce boulevard se construisit plusieurs propriétés ainsi que les bains de la Prévalaye.
De nos jours, la caserne Foch occupe encore une place importante dans le quartier, entre les boulevards de la Tour-d'Auvergne et Saint-Conwoïon. La fonction militaire du quartier était jadis beaucoup plus importante et occupait les terrains où se situent actuellement l'hôtel de police, la cité judiciaire et les immeubles du cours Raphaël-Binet. Il subsiste également un terrain actuellement quasiment vierge entre les rues d'Inkermann et du boulevard de Guines qui devrait voir émerger des constructions aux alentours de 2020. De même, l'avenir de la caserne Foch est incertain et il se pourrait qu'elle soit libérée au profit d'une opération d'urbanisme, de la même manière que l'ancienne caserne Mac Mahon dans le quartier de La Touche.
Enfin, le sud-ouest du quartier est également concerné par une opération d'urbanisme, la ZAC Bernard-Duval, du nom des deux rues qui bordent la zone, et qui est prévue pour accueillir 350 logements et 7 700 m2 d'activités tertiaires et commerciales face à La Courrouze. Cette zone possède un passé industriel évoluant vers l'artistique avec le théâtre des Lucioles et surtout l'ancienne usine Amora qui héberge une association artistique, les Ateliers du Vent. En continuité de ce secteur sont encore présents les Magasins Généraux qui devraient laisser place à la seconde tranche du projet urbain du quartier.
Arsenal-Redon est desservi principalement par les lignes C6 et 9. Les lignes C5 et 57 desservent également le quartier sur le boulevard de la Tour-d'Auvergne, qui forme la limite avec le Colombier.

### Commerces et équipements
- Cité judiciaire
- École notariale
- Epitech Rennes
- Collège La Tour-d'Auvergne
- École élémentaire Notre-Dame-des-Miracles
- Théâtre des Lucioles
- Les Ateliers du Vent
- École élémentaire Marie-Pape Carpentier

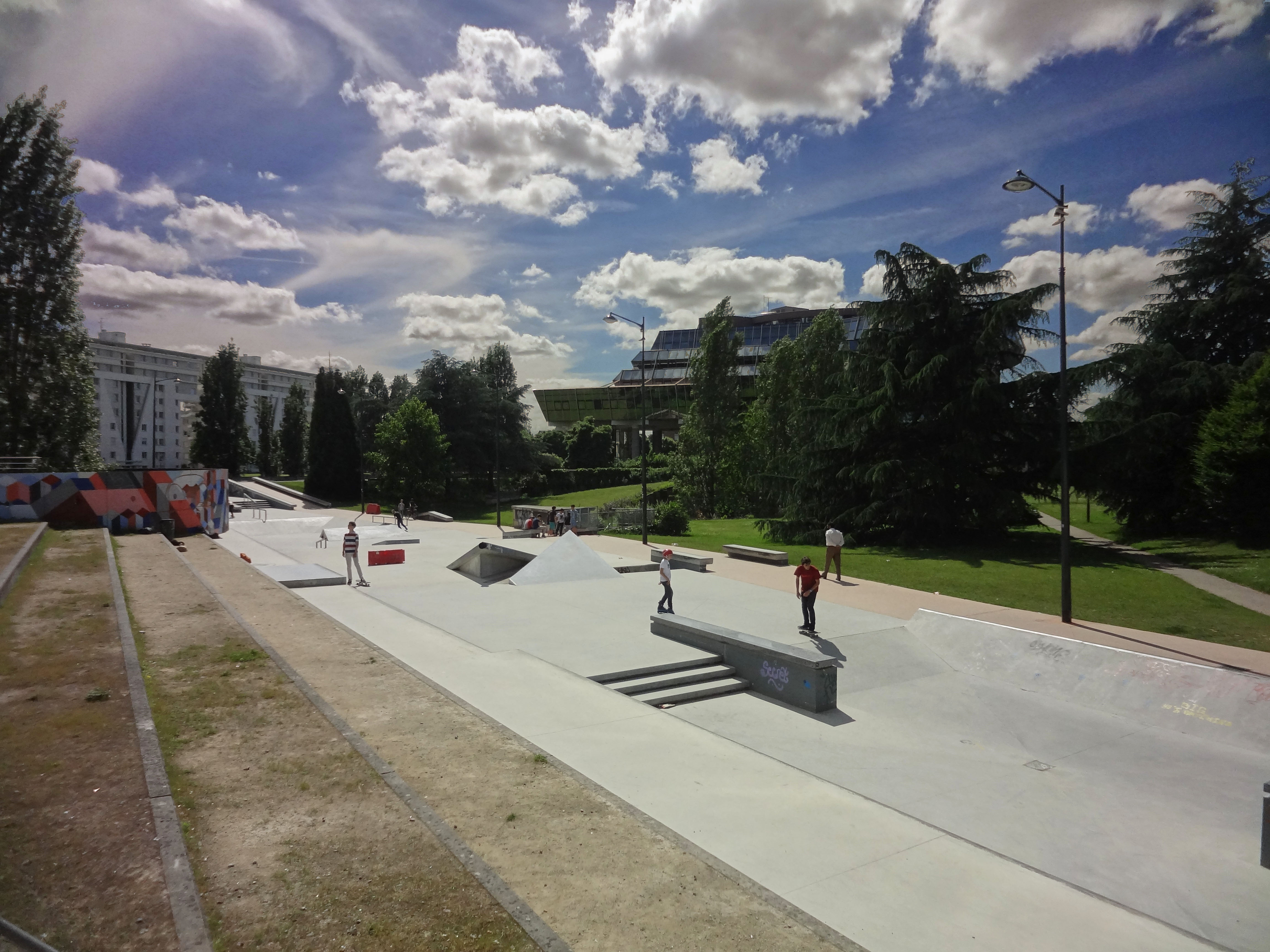
Le streetpark de l'Arsenal. Au fond, la Cité judiciaire
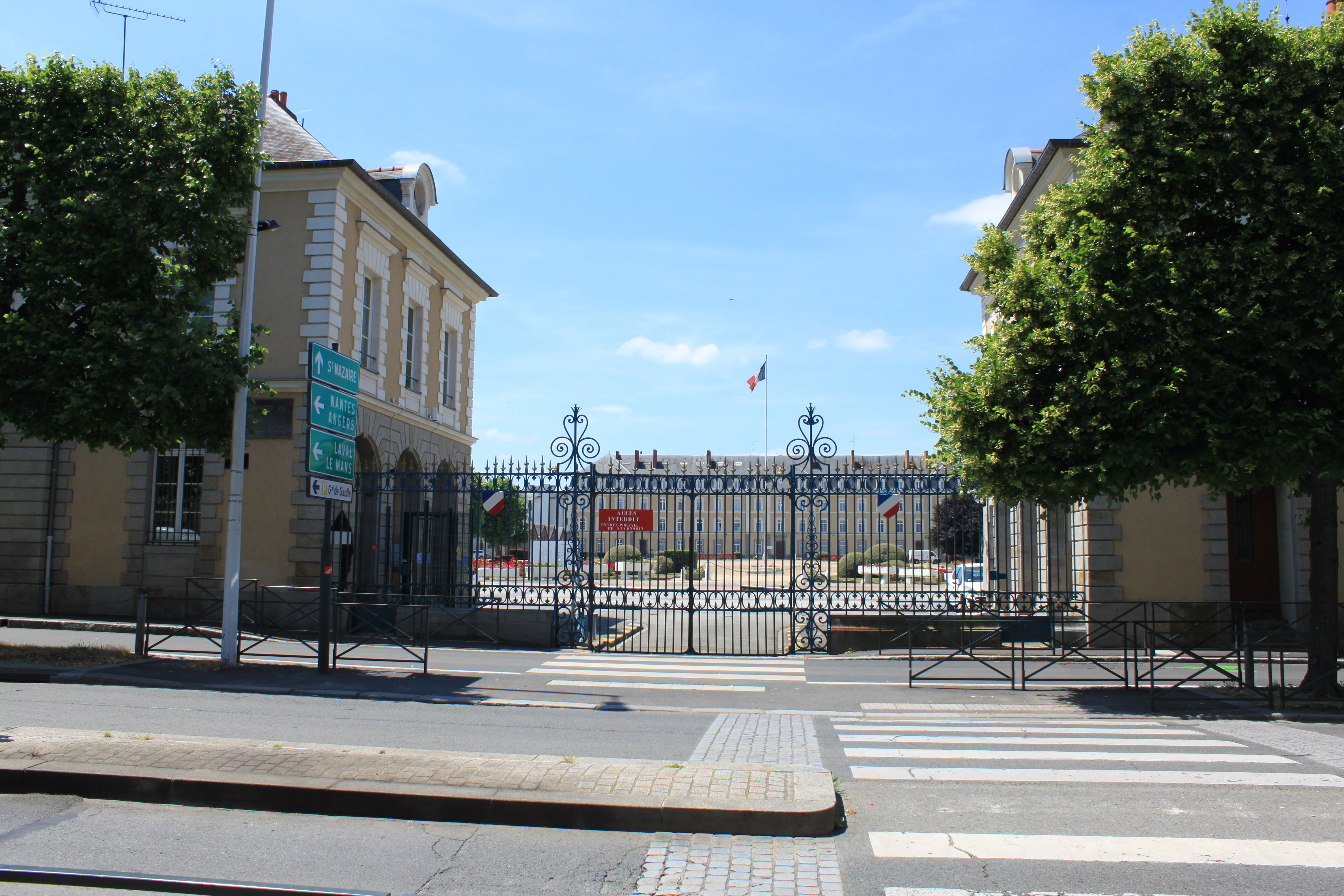
Caserne Foch
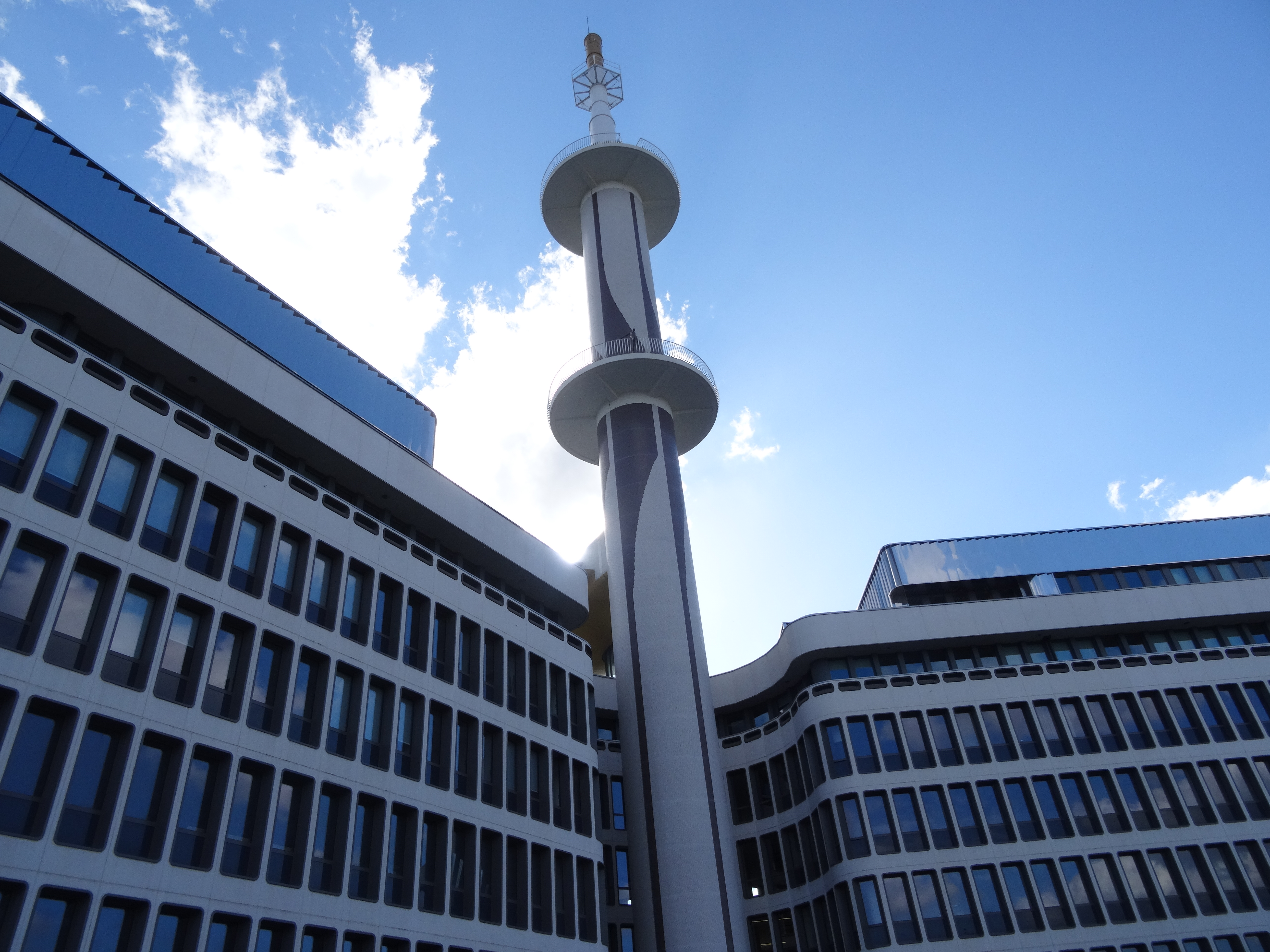
Le Mabilay
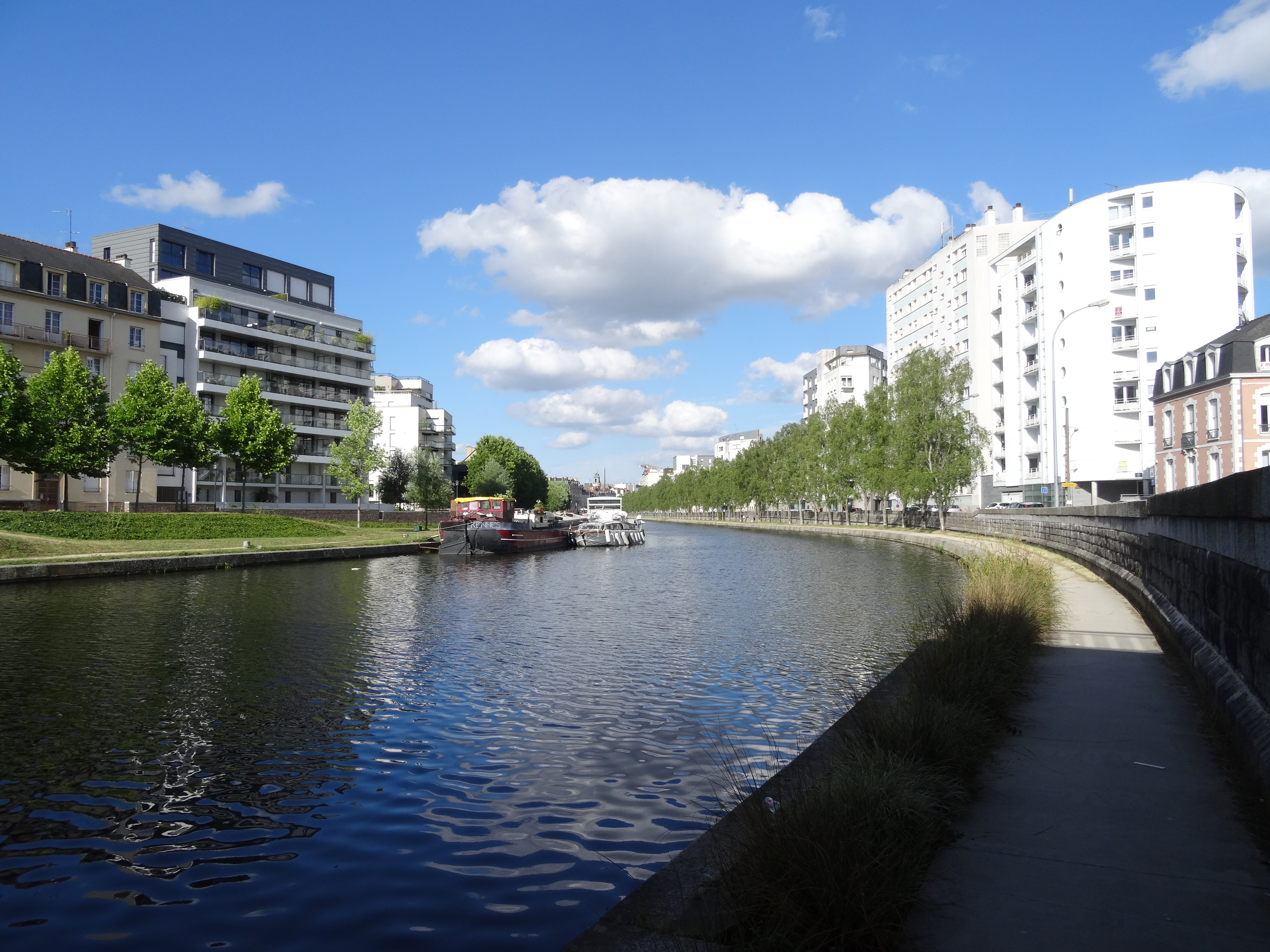
Quais de Saint-Cyr et de la Prévalaye

### Voies principales
- rue Claude-Bernard
- rue de la Mabilais
- rue Malakoff
- quai de la Prévalaye
- rue de Redon
- boulevard Saint-Conwoïon
- place de la Rotonde

## La Courrouze
Voir la fiche de La Courrouze

## La Prévalaye
Il s'agit d'une vaste zone d'environ 475 ha, faiblement urbanisée, située à l'extérieur de la rocade de Rennes. On y trouve quelques hameaux, notamment Sainte-Foix et le Pré-Namet.
La Prévalaye est délimitée à l'est par le périphérique, au nord et à l'est par la Vilaine, et enfin au sud par la ZI de la Haie des Cognets sur la commune de Saint-Jacques-de-la-Lande. L'axe principal du quartier, le chemin de la Prévalaye, relie la zone industrielle précitée à la porte de Cleunay, l'autre route significative est celle du Moulin-d'Apigné, une route assez typique avec ses trois ponts étroits, qui permet de relier l'axe Rennes-Lorient en évitant la ZA Ouest.
Une importante fonction du quartier est celle du sport de plein-air, avec le centre de loisirs de la Prévalaye et la place notable qu'ont les plans d'eau, notamment l'étang d'Apigné, avec sa plage, et dans une moindre mesure l'étang des Bougrières. De nombreux autres étangs, plus petits et pour la plupart privés sont également présents dans le sud du secteur, notamment autour du lieu-dit le Pré-Namet. C'est également ici qu'est présente une industrie de granulats.
Parmi les lieux-dits notables, la Piverdière dans la partie Est du quartier, est un lieu-dit qui abrite le centre d'entraînement Henri-Guérin du Stade rennais FC, ainsi que le parking du stade de la route de Lorient. Derrière cet équipement, sur le chemin de la Taupinais sont également aménagés les jardins familiaux de la Prévalaye ainsi que l'éco-centre de la Taupinais, un équipement visant au développement de l’éco-citoyenneté et de sensibilisation au développement durable aménagé dans une ancienne ferme. Enfin, dans le nord du quartier est implantée la station d'épuration de Beaurade. Celle-ci était historiquement présente dans le quartier de Cleunay mais a laissé sa place pour y aménager le centre commercial Cleunay Boulevard. Le quartier de la Prévalaye n'est desservie par le STAR que de manière saisonnière, au printemps et à l'été par la ligne Api'Bus desservant en période estivale la base de loisirs des Etangs d'Apigné. Le reste du temps, La Prévalaye reste accessible depuis le terminus de la ligne 9 à Cleunay, ou la ligne 54 au Plessix Saucourt.

### Commerces et équipements
- Centre d'entraînement Henri-Guérin
- Étangs de la Prévalaye
- Centre de loisirs de la Prévalaye
- Jardins familiaux de la Prévalaye

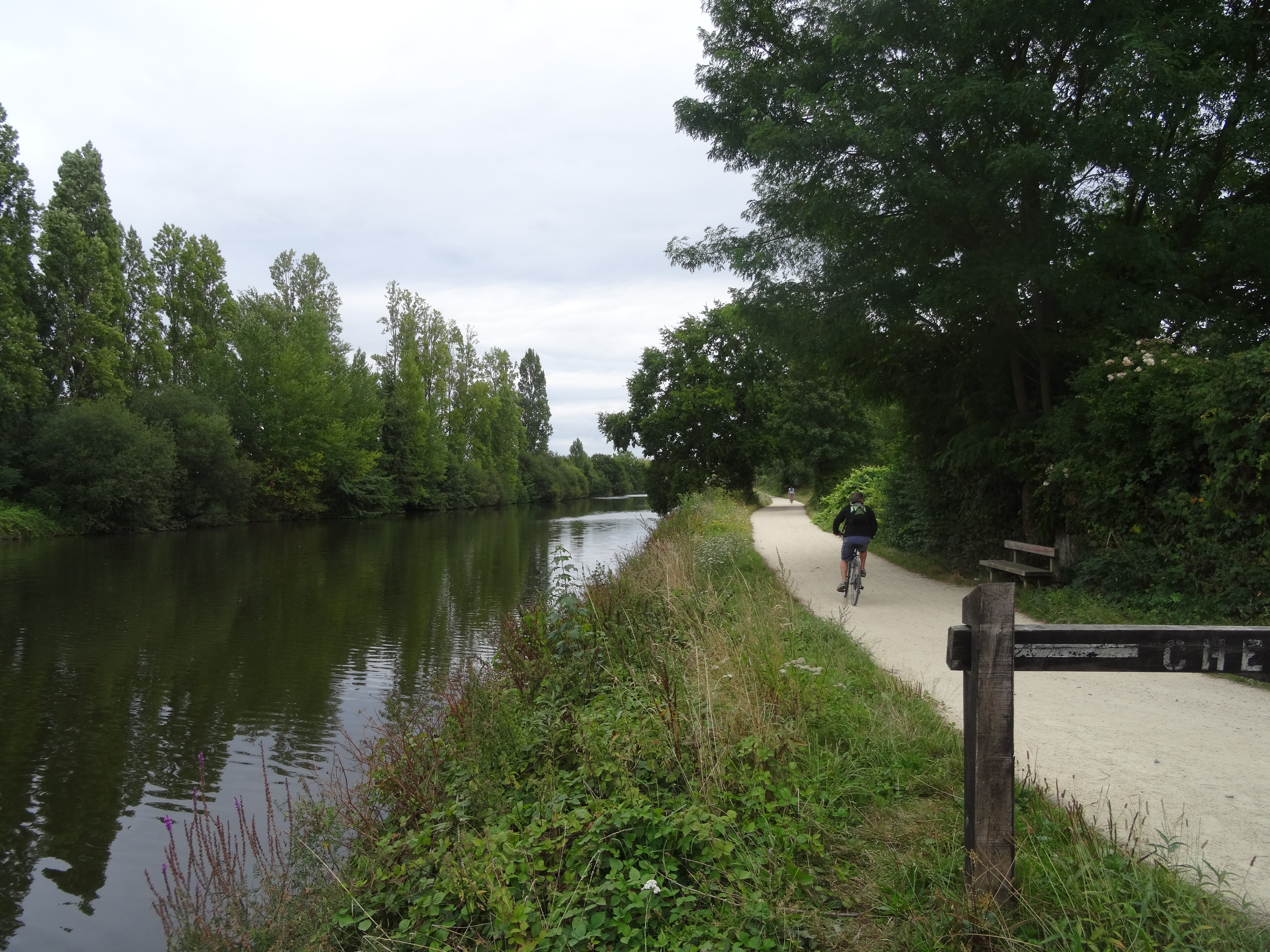
Chemin de halage
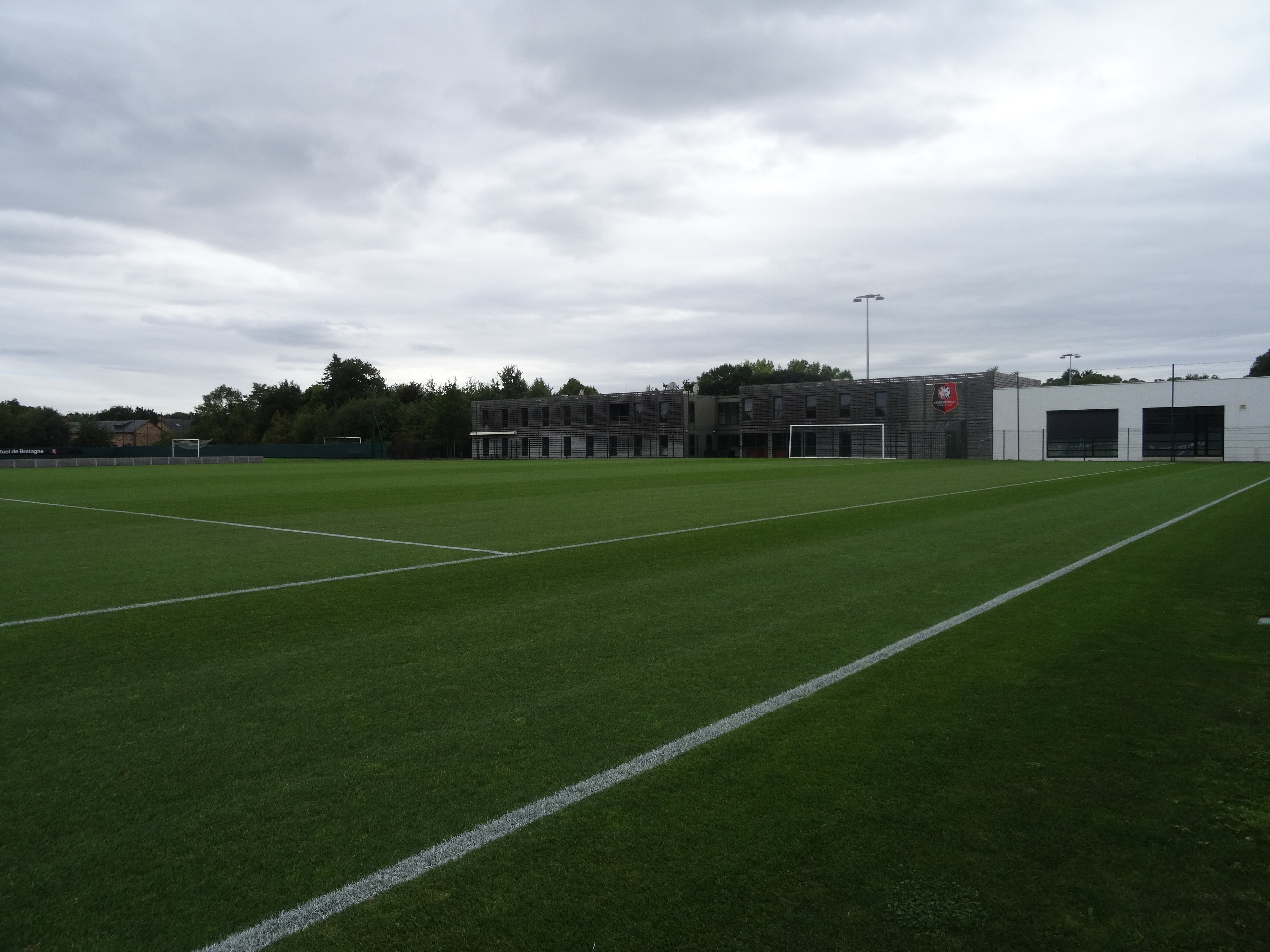
Centre d'entrainement Henri-Guérin
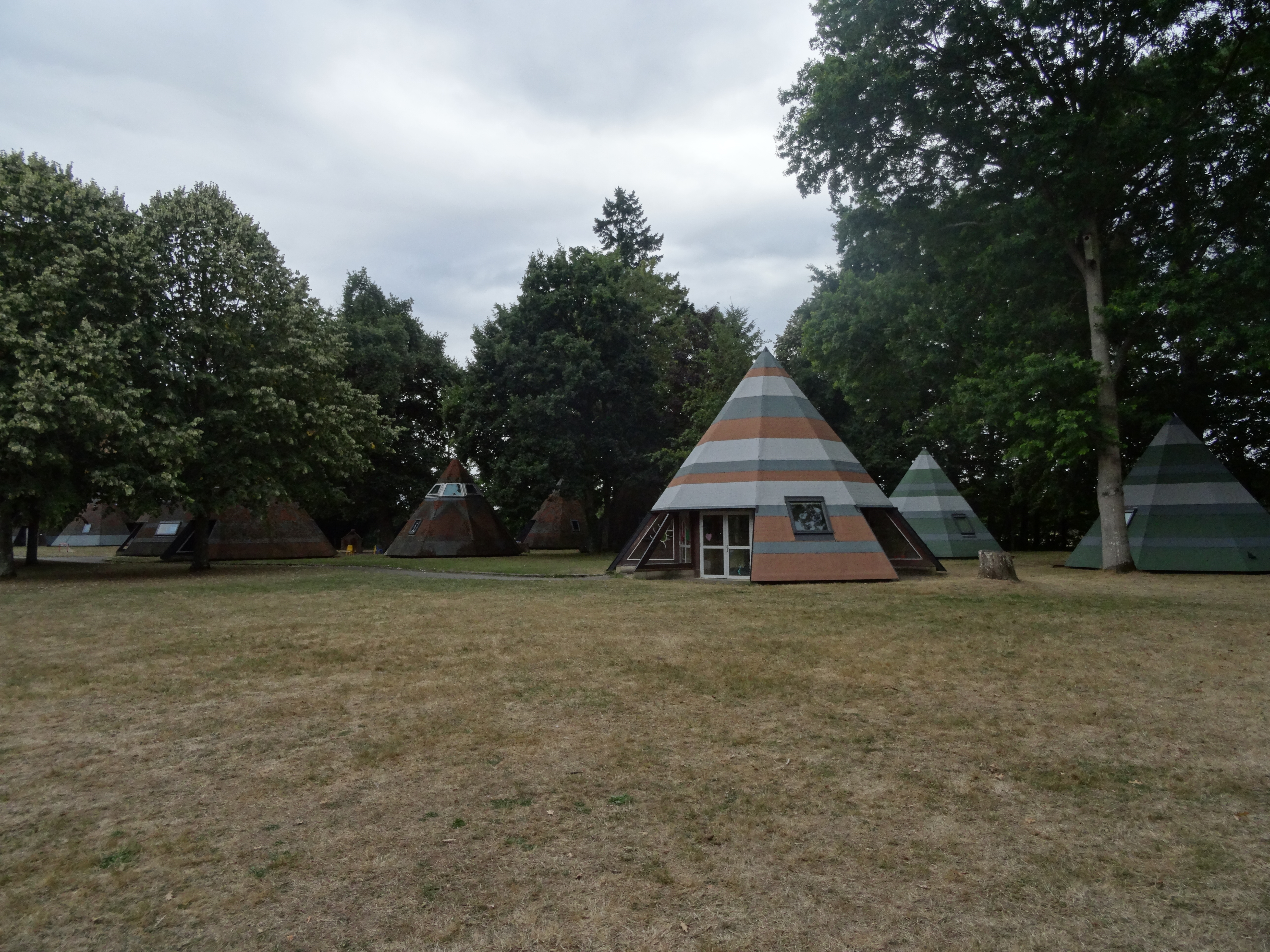
Centre de loisirs de la Prévalaye

### Voies principales
- chemin de la Prévalaye
- chemin de la Taupinais
- Sainte-Foix
- Apigné